# Mihail-Viorel Ghindǎ
Mihail-Viorel Ghindă (ur. 25 lipca 1949 w Bukareszcie - luty 2023) – rumuński szachista, mistrz międzynarodowy od 1978 roku.

## Kariera szachowa
Od początku lat 70. do końca 80. XX wieku należał do ścisłej czołówki rumuńskich szachistów. Wielokrotnie startował w finałach indywidualnych mistrzostw Rumunii, zdobywając osiem medali: 4 złote (1976, 1978, 1983, 1989), srebrny (1980) oraz 3 brązowe (1970, 1977, 1985).
Wielokrotnie reprezentował Rumunię w turniejach drużynowych, m.in.:
- siedmiokrotnie na olimpiadach szachowych (w latach 1978, 1980, 1982, 1984, 1986, 1988, 1990)[3],
- na drużynowych mistrzostwach świata (w roku 1985)[4],
- dwukrotnie na drużynowych mistrzostwach Europy (w latach 1973, 1977)[5],
- piętnastokrotnie na drużynowych mistrzostwach Bałkanów (w latach 1974, 1975, 1977, 1978, 1979, 1980, 1981, 1982, 1983, 1984, 1985, 1986, 1987, 1988, 1990); czternastokrotny medalista: wspólnie z drużyną – złoty (1977), sześciokrotnie srebrny (1974, 1978, 1980, 1981, 1985, 1990) i siedmiokrotnie brązowy (1975, 1979, 1982, 1983, 1984, 1986, 1988)[6].

Odniósł kilka turniejowych sukcesów, m.in. w Bankji (1977, dz. II-III m.), Zabrzu (1977, III m.), Błagojewgradzie (1979, I m.), Heidelbergu (1979, I m.), Warszawie (1979, turniej strefowy, grupa B, dz. II m. za Janem Smejkalem, wspólnie z Gyula Saxem), Bukareszcie (1980, dz. III m. za Aleksandrem Bielawskim i Mihai Șubą, wspólnie z Constantinem Ionescu), Bagneux (1980, dz. II-III m.), Hamburgu (1980, dz. I-II m.) oraz w Netanji (1987, I m.).
Najwyższy ranking w karierze osiągnął 1 stycznia 1988 r., z wynikiem 2500 punktów dzielił wówczas 3. miejsce (za Mihai Șubą i Florinem Gheorghiu, wspólnie z Parikiem Stefanowem) wśród rumuńskich szachistów). Od 2000 r. nie uczestniczy w turniejach klasyfikowanych przez Międzynarodową Federację Szachową.